# 高文简
高文简（?—?），唐朝高句丽人。
高句丽灭亡后，他流落到后突厥，为可汗默啜的女婿，自称高丽莫离支。默啜多次攻打葛逻禄等，唐玄宗下诏在所都护、总管掎角应援。突厥势力削弱。开元三年（715年）二月，十姓部落左厢五咄陸五啜、右厢五弩失毕五俟斤，高文简与𨁂跌都督𨁂跌思泰，吐谷浑大酋慕容道奴，郁射施大酋鹘屈颉斤、苾悉颉力，高丽大酋高拱毅，各率其众，一共二千余帐自突厥相继来投奔唐朝。唐玄宗下诏令居黄河以南之旧地。授高文简左卫员外大将军，封辽西郡王；𨁂跌思泰为特进、右卫员外大将军兼𨁂跌都督，封楼烦郡公，慕容道奴为左武卫员外将军兼刺史、云中郡公，鹘屈颉斤为左骁卫员外将军兼刺史、阴山郡公，苾悉颉力为左武卫员外将军兼刺史、雁门郡公，高拱毅为左领军卫员外将军兼刺史、平城郡公。